# Imminence
Imminence est un groupe suédois de metalcore, originaire de Malmö. Le groupe est actuellement sous contrat avec Arising Empire. Ils décrivent eux-mêmes leur musique comme du post-metalcore.

## Histoire
En 2009, Harald Barret forme le groupe et, peu de temps après, le chanteur Eddie Berg le rejoint. Le groupe prend le nom d'Imminence en 2010, puis Alex Arnoldsson et Peter Hanström le rejoignent jusqu'en 2012. Le nom du groupe, selon lui-même, signifie « imminent », « sur le point de se produire ». Ce n'est qu'en 2015 que Max Holmberg devient membre officiel du groupe. Avant même la sortie de leur premier EP, Imminence, s'éloigne de sa sonorité initiale, enracinée dans le death metal mélodique. Des influences musicales de différents genres de metal sont intégrées afin d'obtenir un son plus ouvert. Le son d'Imminence ne cesse d'évoluer au fil du temps. Imminence sort son premier EP Born of Sirius en 2012.
En 2013, Imminence signe un contrat avec We Are Triumphant Records, où ils sortent leur deuxième EP Return for Helios avec le single Wine and Water, ainsi que leur premier album I en 2014. La sortie est accompagnée d'une série de vidéos musicales, qui, comme toutes les vidéos d'Imminence réalisées jusqu'à présent, ont été tournées par le chanteur Eddie Berg. La plupart des vidéos sont publiées, parfois avec un grand succès viral, sur Hardcore World Wide. En 2015, Imminence publie A Mark on My Soul et Wine and Water, deux versions acoustiques des chansons Last Leg et Wine and Water issues de I. Lors de l'annonce du nouveau label Arising Empire, Imminence est cité comme première signature avec Novelists, GWLT et Amor. En décembre, le single The Sickness est la première publication d'Imminence sur Arising Empire.
Au début de l'année 2017, l'album suivant This is Goodbye, qui contient 14 chansons, est publié. Imminence atteint ainsi un certain succès en Allemagne, et est invité à participer à la tournée Devil May Care avec le groupe allemand de metalcore Annisokay. En décembre 2018, le groupe fait une tournée européenne avec Our Mirage et Breathe Atlantis. Mi-2019, le troisième album studio Turn the Light On sort avec un total de 13 titres, dont Saturated Soul, Infectious et Paralyzed sortent en singles au préalable. Avec cet album, ils effectuent notamment une tournée en Allemagne au printemps 2020. En janvier 2020, ils publient Turn the Light On : Acoustic Reimagination, un recueil de chansons du troisième album réécrites de manière acoustique. L'EP se compose de quatre chansons différentes de l'album, d'une réécriture de Crawling de Linkin Park et de trois morceaux bonus retravaillés, dont deux n'avaient jamais été publiés auparavant au format physique.
Le 26 novembre 2021, le groupe sort son quatrième album studio, Heaven in Hiding, composé de 13 chansons. Parmi eux, Temptation, Heaven in Hiding, Ghost, Chasing Shadows et Alleviate sortent en single. À partir de janvier 2022, le groupe part en tournée en Europe avec ce nouvel album.
Le groupe met en ligne leur nouveau single God Fearing Man le 7 mars 2025.

## Discographie

### Albums studio
- 2014 : I (We Are Triumphant Records)
- 2017 : This Is Goodbye (Arising Empire)
- 2019 : Turn the Light On (Arising Empire ; 91e des charts allemands[12])
- 2021 : Heaven in Hiding (Arising Empire ; 78e des charts allemands[12])
- 2024: The Black (Independently released by Imminence [13])
- 2024: The Reclamation of I (LIFE OR DEATH)

### EP
- 2010 : Ascendance (Record Union)
- 2012 : Born of Sirius
- 2013 : Return to Helios (We Are Triumphant Records)
- 2015 : Mark on My Soul
- 2020 : Turn the Light On: Acoustic Reimagination

### Singles
- 2013 : Wine and Water (We Are Triumphant Records)
- 2015 : Mark on My Soul
- 2015 : The Sickness (Arising Empire)
- 2016 : Can We Give It All
- 2018 : Paralyzed
- 2019 : Infectious
- 2019 : Erase
- 2021 : Temptation
- 2021 : Heaven in Hiding
- 2021 : Ghost
- 2021 : Chasing Shadows
- 2021 : Alleviate
- 2023 : Jaded
- 2023 : Come Hell or High Water
- 2023 : Desolation